# Спасск-Дальний (станция)
Спасск-Да́льний — узловая железнодорожная станция Владивостокского отделения Дальневосточной железной дороги на линии Хабаровск — Владивосток (Транссибирская магистраль) в городе Спасск-Дальний Приморского края.

## Дальнее следование по станции
По графику 2020 года через станцию проходят следующие поезда:

### Круглогодичное движение поездов
| № поезда   | Маршрут движения               | № поезда   | Маршрут движения               |
| ---------- | ------------------------------ | ---------- | ------------------------------ |
| 1 «Россия» | Владивосток — Москва           | 2 «Россия» | Москва — Владивосток           |
| 5 «Океан»  | Владивосток — Хабаровск        | 6 «Океан»  | Хабаровск — Владивосток        |
| 7          | Владивосток — Новосибирск      | 8          | Новосибирск — Владивосток      |
| 11         | Владивосток — Самара           | 12         | Самара — Владивосток           |
| 99         | Владивосток — Москва           | 100        | Москва — Владивосток           |
| 113        | Тихоокеанская — Хабаровск      | 114        | Хабаровск — Тихоокеанская      |
| 207        | Владивосток — Новокузнецк      | 208        | Новокузнецк — Владивосток      |
| 351        | Владивосток — Советская Гавань | 352        | Советская Гавань — Владивосток |

### Сезонное движение поездов
| № поезда | Маршрут движения        | № поезда | Маршрут движения        |
| -------- | ----------------------- | -------- | ----------------------- |
| 201      | Владивосток — Хабаровск | 202      | Хабаровск — Владивосток |